# 芦別中継局
芦別中継局（あしべつちゅうけいきょく）は北海道芦別市幌内の班渓山にある中継局である。同市内にある西芦別中継局とNHK芦別新城テレビ中継局、デジタル難視聴解消を目的として設置された北芦別中継局についてもここで記述する。

## 芦別中継局
偏波面は、アナログ・デジタルとも垂直偏波となっている。

### 地上デジタルテレビジョン放送送信設備

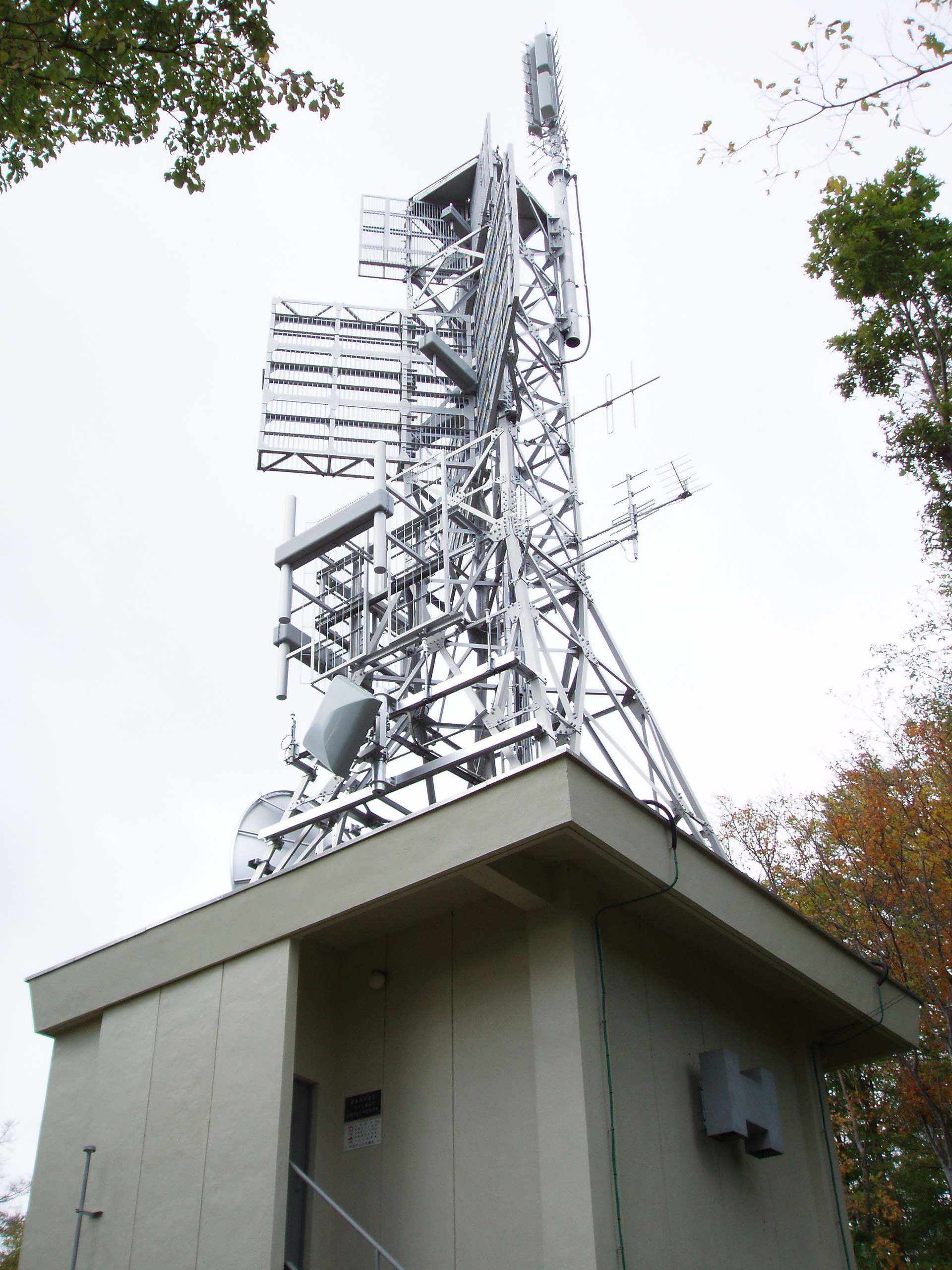
芦別中継局（デジタル）

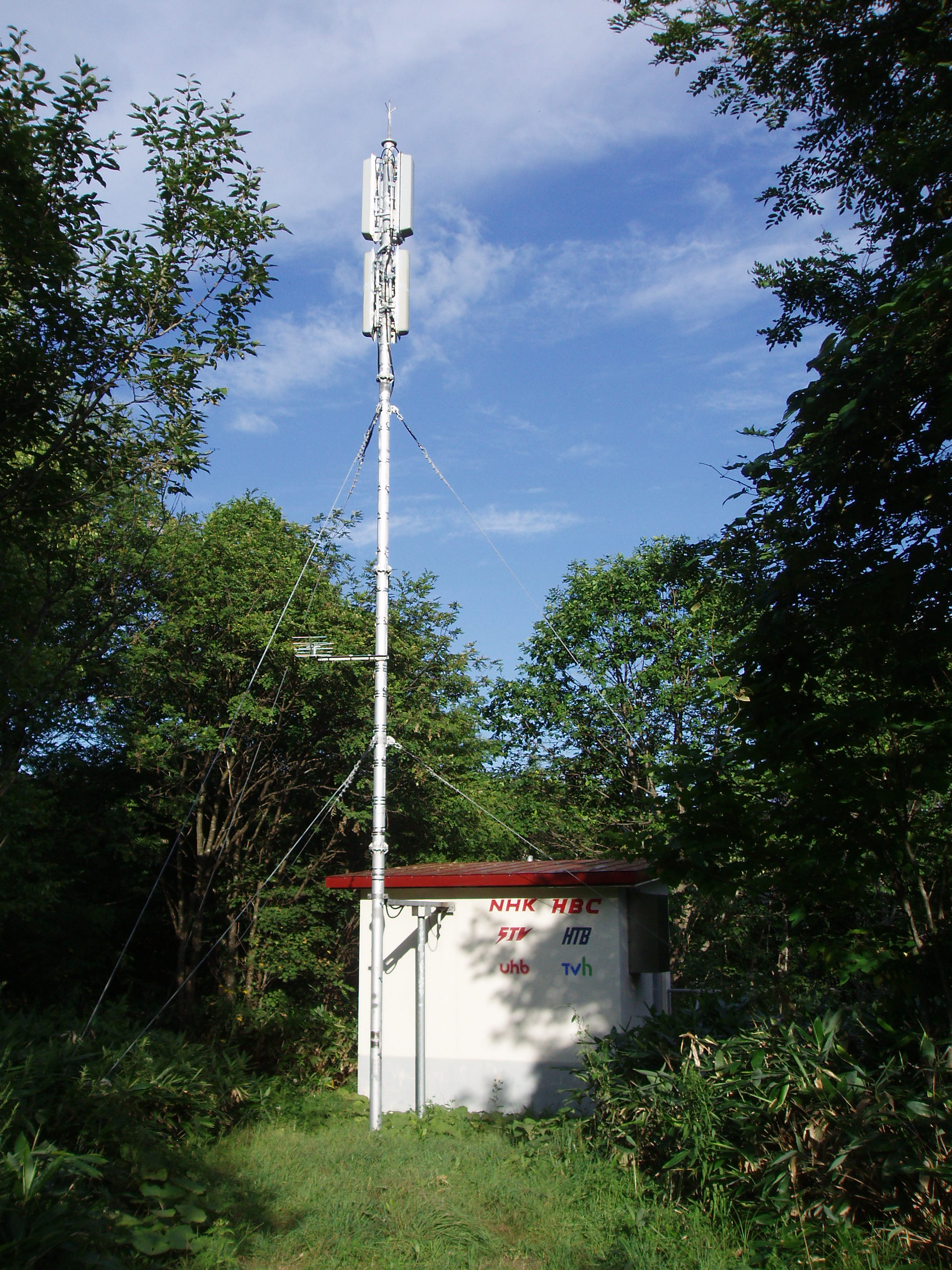
西芦別中継局

| ID | 放送局名             | 物理 チャンネル | 空中線 電力 | ERP   | 放送対象地域                    | 放送区域 内世帯数 | 開局日         |
| -- | -------------------- | --------------- | ----------- | ----- | ------------------------------- | ----------------- | -------------- |
| 1  | HBC 北海道放送       | 19              | 3W          | 21W   | 北海道                          | 約7,200世帯       | 2008年 12月1日 |
| 2  | NHK 札幌教育         | 13              | 3W          | 21W   | 全国                            | 約7,200世帯       | 2008年 12月1日 |
| 3  | NHK 札幌総合         | 15              | 3W          | 21W   | 石狩・空知 （滝川市以南）・後志 | 約7,200世帯       | 2008年 12月1日 |
| 5  | STV 札幌テレビ放送   | 21              | 3W          | 19.5W | 北海道                          | 約7,200世帯       | 2008年 12月1日 |
| 6  | HTB 北海道テレビ放送 | 20              | 3W          | 22W   | 北海道                          | 約7,200世帯       | 2008年 12月1日 |
| 7  | TVh テレビ北海道     | 14              | 3W          | 21W   | 北海道                          | 約7,200世帯       | 2008年 12月1日 |
| 8  | UHB 北海道文化放送   | 22              | 3W          | 23W   | 北海道                          | 約7,200世帯       | 2008年 12月1日 |

### 地上アナログテレビジョン放送送信設備・FMラジオ放送送信設備

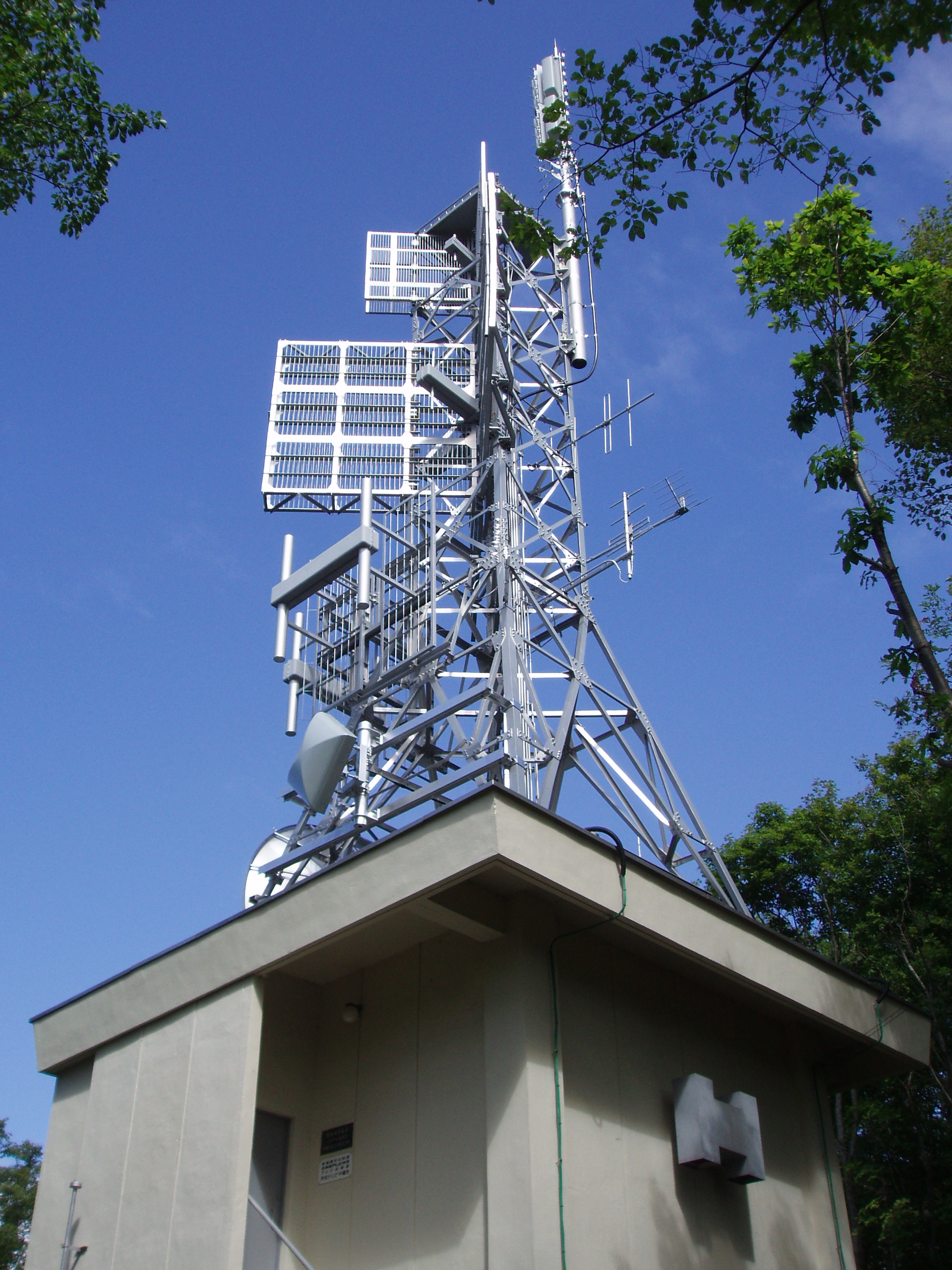
芦別中継局
（NHK・HTB・UHB・TVh）

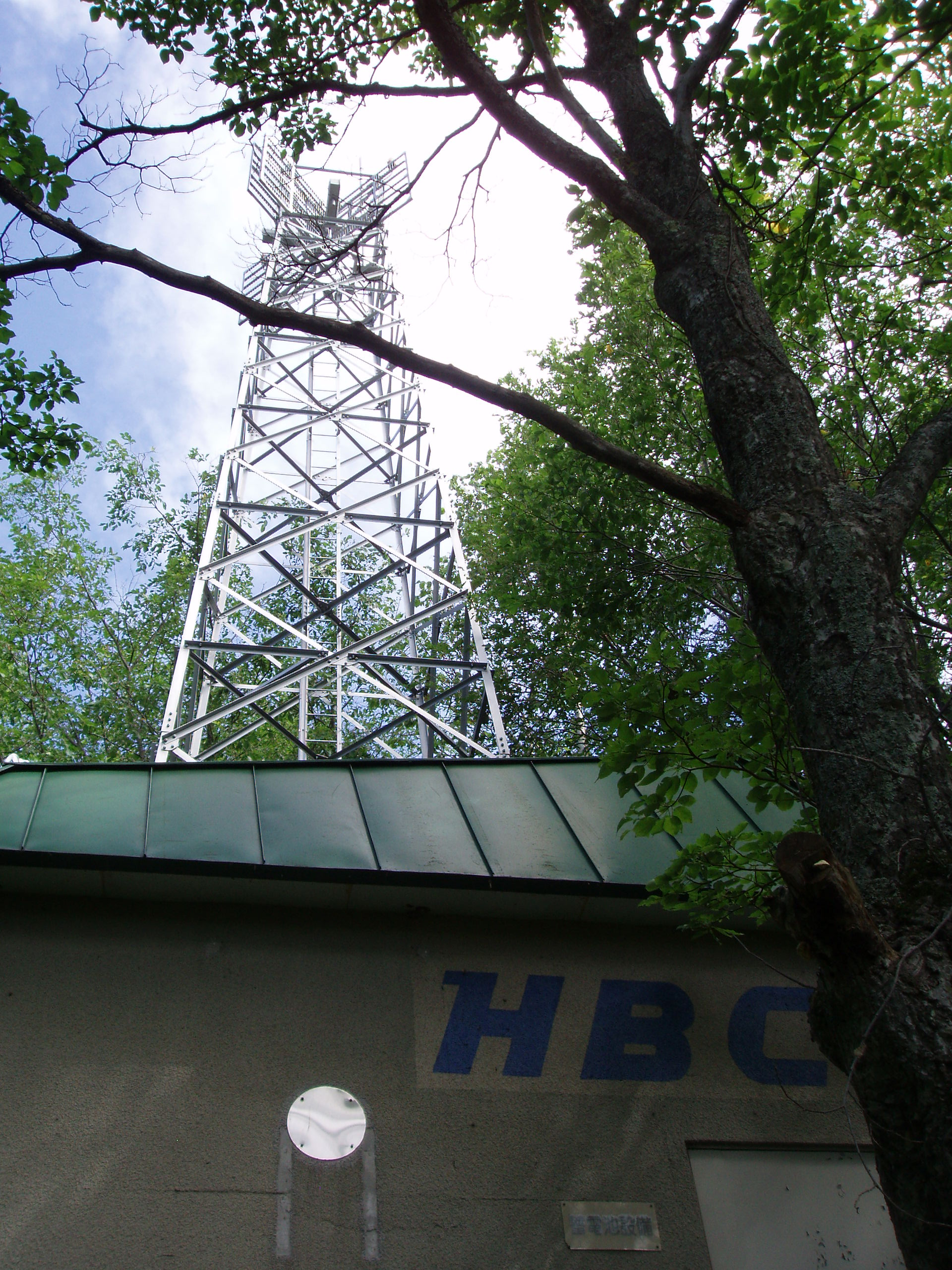
芦別中継局（HBC）

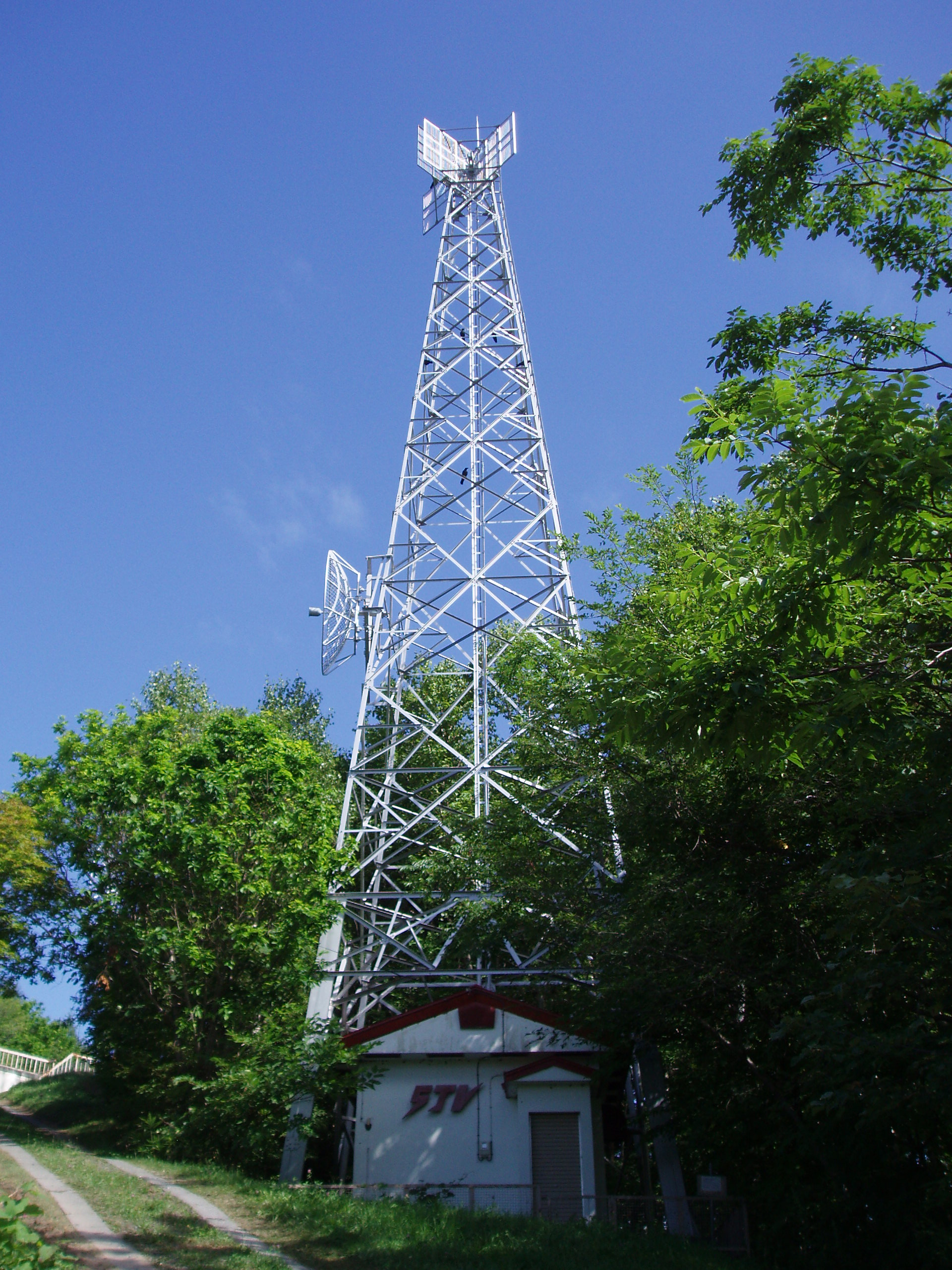
芦別中継局（STV）

| チャンネル/ 周波数 （MHz） | テレビ局/ ラジオ局   | 空中線 電力       | ERP               | 放送対象地域                                      | 放送区域 内世帯数 |
| -------------------------- | -------------------- | ----------------- | ----------------- | ------------------------------------------------- | ----------------- |
| 芦別テレビ中継局           |                      |                   |                   |                                                   |                   |
| 2                          | NHK 札幌教育         | 映像65W/ 音声16W  | 映像220W/ 音声53W | 全国                                              | 不明              |
| 4                          | NHK 札幌総合         | 映像65W/ 音声16W  | 映像200W/ 音声49W | 石狩・空知（滝川市以南）・ 後志（黒松内町以外）   | 不明              |
| 6                          | STV 札幌テレビ放送   | 映像65W/ 音声16W  | 映像210W/ 音声53W | 北海道                                            | 不明              |
| 10                         | HBC 北海道放送       | 映像65W/ 音声16W  | 映像210W/ 音声51W | 北海道                                            | 不明              |
| 24                         | HTB 北海道テレビ放送 | 映像30W/ 音声7.5W | 映像200W/ 音声51W | 北海道                                            | 不明              |
| 26                         | UHB 北海道文化放送   | 映像30W/ 音声7.5W | 映像200W/ 音声51W | 北海道                                            | 不明              |
| 28                         | TVh テレビ北海道     | 映像30W/ 音声7.5W | 映像240W/ 音声61W | 北海道                                            | 不明              |
| 芦別FMラジオ中継局         |                      |                   |                   |                                                   |                   |
| 83.8                       | NHK 札幌FM           | 30W               | 60W               | 石狩・空知（滝川市以南）・ 後志（黒松内町を除く） | 不明              |

## 西芦別中継局
偏波面は、アナログ・デジタルともに水平偏波となっている。

### 地上デジタルテレビジョン放送送信設備
| ID | 放送局名             | 物理 チャンネル | 空中線 電力 | ERP   | 放送対象地域                    | 放送区域 内世帯数 | 開局日          |
| -- | -------------------- | --------------- | ----------- | ----- | ------------------------------- | ----------------- | --------------- |
| 1  | HBC 北海道放送       | 34              | 300mW       | 850mW | 北海道                          | 約900世帯         | 2010年 11月30日 |
| 2  | NHK 札幌教育         | 32              | 300mW       | 790mW | 全国                            | 約900世帯         | 2010年 11月30日 |
| 3  | NHK 札幌総合         | 30              | 300mW       | 790mW | 石狩・空知 （滝川市以南）・後志 | 約900世帯         | 2010年 11月30日 |
| 5  | STV 札幌テレビ放送   | 36              | 300mW       | 850mW | 北海道                          | 約900世帯         | 2010年 11月30日 |
| 6  | HTB 北海道テレビ放送 | 38              | 300mW       | 830mW | 北海道                          | 約900世帯         | 2010年 11月30日 |
| 7  | TVh テレビ北海道     | 42              | 300mW       | 790mW | 北海道                          | 約900世帯         | 2010年 11月30日 |
| 8  | UHB 北海道文化放送   | 40              | 300mW       | 810mW | 北海道                          | 約900世帯         | 2010年 11月30日 |

### 地上アナログテレビジョン放送送信設備
| チャンネル | 放送局名             | 空中線 電力       | ERP                 | 放送対象地域                                      | 放送区域 内世帯数 |
| ---------- | -------------------- | ----------------- | ------------------- | ------------------------------------------------- | ----------------- |
| 44         | TVh テレビ北海道     | 映像3W/ 音声750mW | 映像11W/ 音声2.8W   | 北海道                                            | 約900世帯         |
| 46         | NHK 札幌教育         | 映像3W/ 音声750mW | 映像10.5W/ 音声2.6W | 全国                                              | 約900世帯         |
| 53         | HBC 北海道放送       | 映像3W/ 音声750mW | 映像11W/ 音声2.8W   | 北海道                                            | 約900世帯         |
| 55         | NHK 札幌総合         | 映像3W/ 音声750mW | 映像10.5W/ 音声2.6W | 石狩・空知（滝川市以南）・ 後志（黒松内町を除く） | 約900世帯         |
| 57         | STV 札幌テレビ放送   | 映像3W/ 音声750mW | 映像11W/ 音声2.7W   | 北海道                                            | 約900世帯         |
| 59         | HTB 北海道テレビ放送 | 映像3W/ 音声750mW | 映像11W/ 音声2.7W   | 北海道                                            | 約900世帯         |
| 61         | UHB 北海道文化放送   | 映像3W/ 音声750mW | 映像11W/ 音声2.7W   | 北海道                                            | 約900世帯         |

## NHK芦別新城テレビ中継局
偏波面は水平偏波となっている。
| チャンネル | 放送局名     | 空中線 電力       | ERP               | 放送対象地域                                    | 放送区域 内世帯数 |
| ---------- | ------------ | ----------------- | ----------------- | ----------------------------------------------- | ----------------- |
| 44         | NHK 札幌総合 | 映像3W/ 音声750mW | 映像145W/ 音声37W | 石狩・空知（滝川市以南）・ 後志（黒松内町以外） | 不明              |
| 46         | NHK 札幌教育 | 映像3W/ 音声750mW | 映像145W/ 音声37W | 全国                                            | 不明              |

- 芦別市北部をカバーするが、民放は深川中継局を受信している。

## 北芦別中継局
芦別市北部のデジタル難視聴解消が目的で、2012年12月20日に設置された中継局である。偏波面は水平偏波となっている。
| ID | 放送局名             | 物理 チャンネル | 空中線 電力 | ERP | 放送対象地域                    | 放送区域 内世帯数 | 開局日          |
| -- | -------------------- | --------------- | ----------- | --- | ------------------------------- | ----------------- | --------------- |
| 1  | HBC 北海道放送       | 24              | 3W          | 40W | 北海道                          | 約150世帯         | 2012年 12月20日 |
| 2  | NHK 札幌教育         | 18              | 3W          | 39W | 全国                            | 約150世帯         | 2012年 12月20日 |
| 3  | NHK 札幌総合         | 16              | 3W          | 40W | 石狩・空知 （滝川市以南）・後志 | 約150世帯         | 2012年 12月20日 |
| 5  | STV 札幌テレビ放送   | 26              | 3W          | 39W | 北海道                          | 約150世帯         | 2012年 12月20日 |
| 6  | HTB 北海道テレビ放送 | 28              | 3W          | 39W | 北海道                          | 約150世帯         | 2012年 12月20日 |
| 7  | TVh テレビ北海道     | 35              | 3W          | 38W | 北海道                          | 約150世帯         | 2012年 12月20日 |
| 8  | UHB 北海道文化放送   | 33              | 3W          | 38W | 北海道                          | 約150世帯         | 2012年 12月20日 |

※2012年10月16日に予備免許交付、2日後の18日から試験放送を開始。

## その他

### 備考
- 当中継局は歌志内中継局の電波を受信して中継している。
- NHK札幌放送局とHBC、STVはアナログ放送では基幹局扱いとなっているが、HTB・UHB・TVhのアナログ放送およびデジタル放送全局は基幹局扱いとはなっていない（基幹局はアナログ放送がVHF・UHFともに空中線電力が50W以上、デジタル放送は空中線電力が5W以上の送信所・中継局を対象としているため）。なお、VHF出力が65Wになっているのは芦別中継局だけになっている。
- 西芦別中継局は元々NHK札幌放送局のみの開局だったが、1983年までに民放が開局した（TVhは1993年12月に開局）。
- 西芦別中継局のNHK教育テレビはかつて51ch、TVhはかつて49chで放送されていたが、深川中継局のデジタル中継局開局に伴う混信対策で現在のチャンネルになった。
- 全局とも札幌放送局管轄のため、音声多重放送で視聴可能。

### 地上デジタル放送での対応
- 芦別中継局…2008年12月1日に開局した。
- 西芦別中継局…2010年11月30日に開局した。民放は当初、自力建設困難となっていた。
- NHK芦別新城テレビ中継局…デジタル放送では開局する予定がなく、2011年7月24日の停波を以って運用を終えた（深川中継局でカバーできるため。但し、NHK総合テレビはこの時点で本来芦別市などの中空知は放送対象地域外である旭川放送局しか見られなくなるため、札幌放送局を受信したい場合は芦別中継局か歌志内中継局を受信することになるが、新城地区では有線放送および下記の北芦別中継局でカバーされることになった）。
- 北芦別中継局…2012年12月20日にデジタル新局として開局。設置場所は芦別中継局とほぼ同地点の班渓山となった（計画では芦別市旭3095林班内）。芦別市北部の新城町・黄金町をカバーするため、これまでのNHK芦別新城テレビ中継局に代わるデジタル中継局となる。TVh以外の各局ではデジタル完全移行後、北海道内における初めての中継局設置である。

### 施設
- 芦別中継局はHBCアナログ・STVアナログが単独。NHK札幌放送局（アナログ・デジタル・FM）とアナログ民放の後発3局および民放デジタル全局は由仁中継局同様、共同使用である。HBC中継局のロゴは本来赤色だが、芦別では青色になっている（多くの場合、HTBの旧ロゴが青なのに赤になっているのと同じである）。
- 西芦別中継局は共同使用。
- NHK芦別新城テレビ中継局は当然単独使用。

### 偏波面
- 芦別中継局…テレビ（VHF・UHF）、FMいずれも垂直偏波。これは道内の中継局の中でも珍しいケースである。
- 西芦別中継局…水平偏波。
- 芦別新城中継局…水平偏波。
- 北芦別中継局…水平偏波。

### 放送エリア
- 芦別中継局…芦別市中部と赤平市の一部。
- 西芦別中継局…芦別市南部。
- 芦別新城中継局…芦別市北部。一部地域は深川中継局でカバーしている。旭川市神居町・深川市納内のごく一部地域でも受信可能な場合があった。和寒町では同一チャンネルを使用していたHTB和寒中継局のアナログ放送が停波している間に限り、ノイズ交じりではあるがNHK札幌放送局のアナログ総合テレビが受信できる場合があった。
- 北芦別中継局…芦別市北部（新城町・黄金町）と深川市音江町のごく一部（新城峠付近）。